# Gevaert-skylten, Stureplan

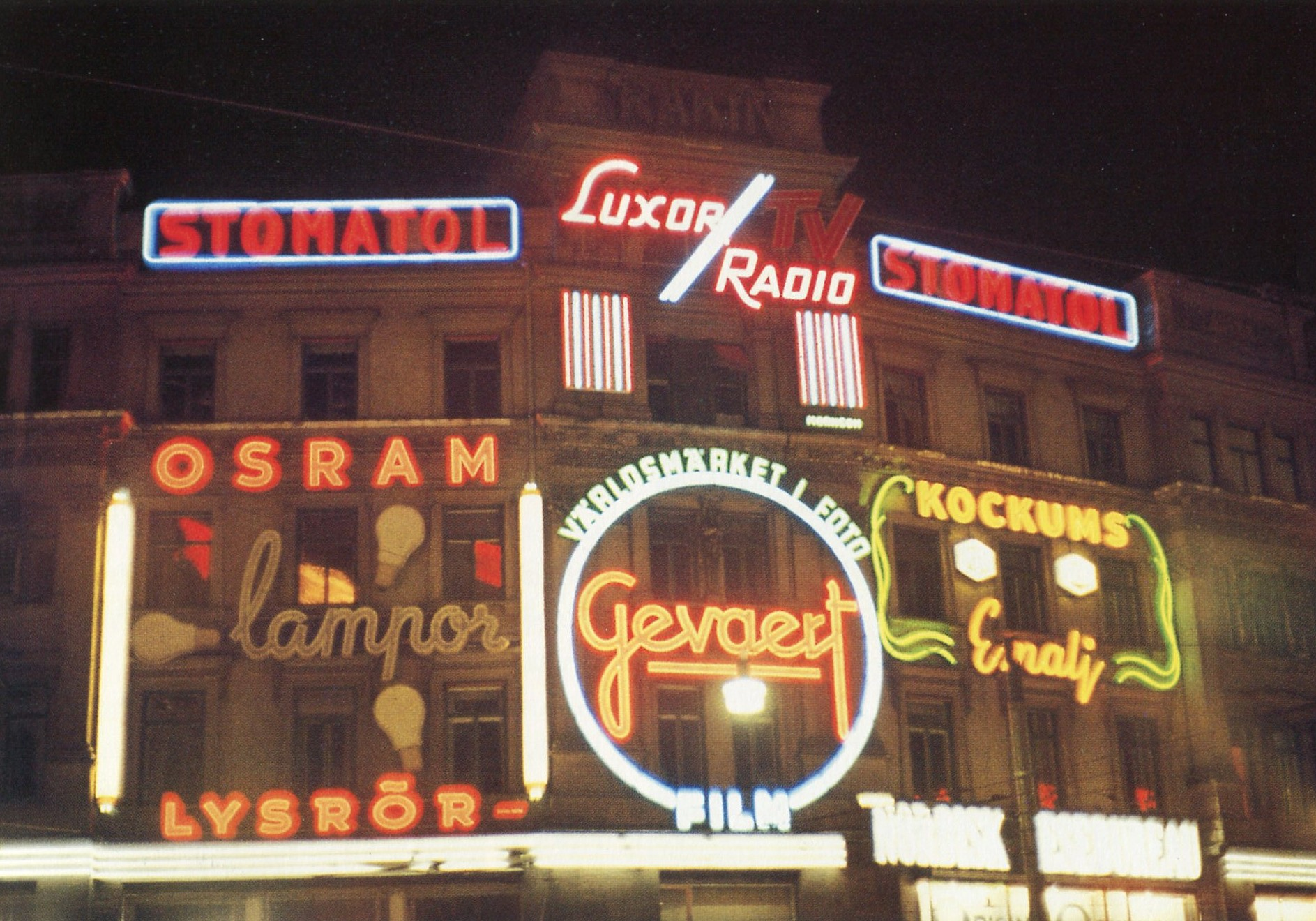
Gevaert-skylten, Osram-skylten, 1960.

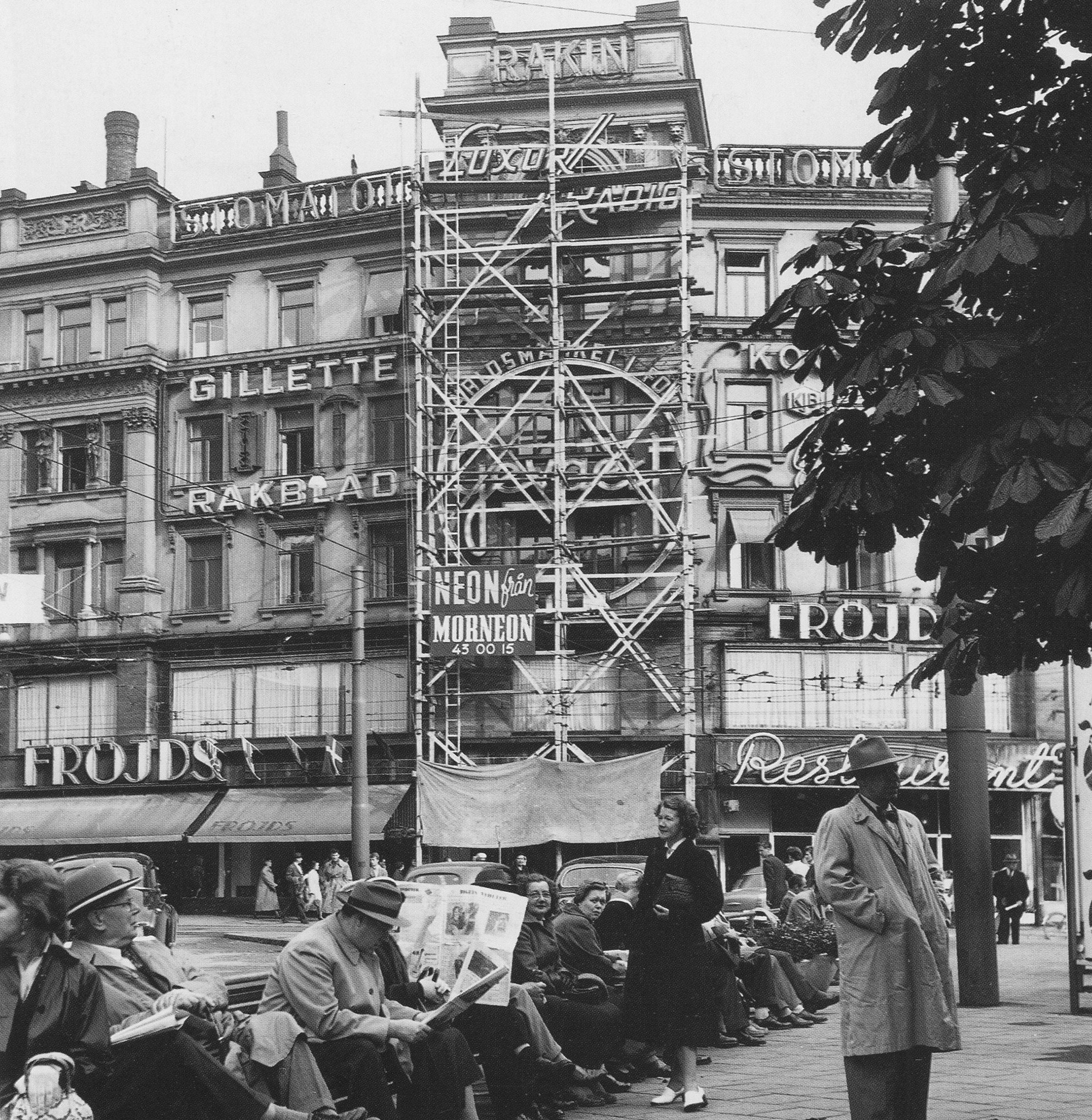
Gevaert-skylten under montering, 1952.

Gevaert-skylten var en ljusreklam för det belgiska film- och fotoföretaget Gevaert som fanns på en fastighet vid Stureplan i Stockholm.

## Bakgrund
Stureplan var sedan 1950-talet vid sidan om Slussen, Norrmalmstorg och Kungsgatan metropol för ljusreklam i Sverige. På nämnda platser satt även de största och intressantaste skyltarna, som Stomatolskylten vid Slussen och Marabou-skylten vid Stureplan. 
Det fanns särskilt en fastighet i fonden av Stureplan som var en speciellt attraktiv plats för ljusskyltar och det var Bångska palatset. Byggnadens läge gjorde att man såg fasaden över hela Stureplan, en bit in på Birger Jarlsgatan och längs en stor del av Kungsgatan. Det var Sveriges dyraste reklamplats och en fastighetsägare med fyra till fem skyltar på fasaden kunde få in en årshyra på runt 50 000 kronor.

## Gevaert och andra neonskyltar

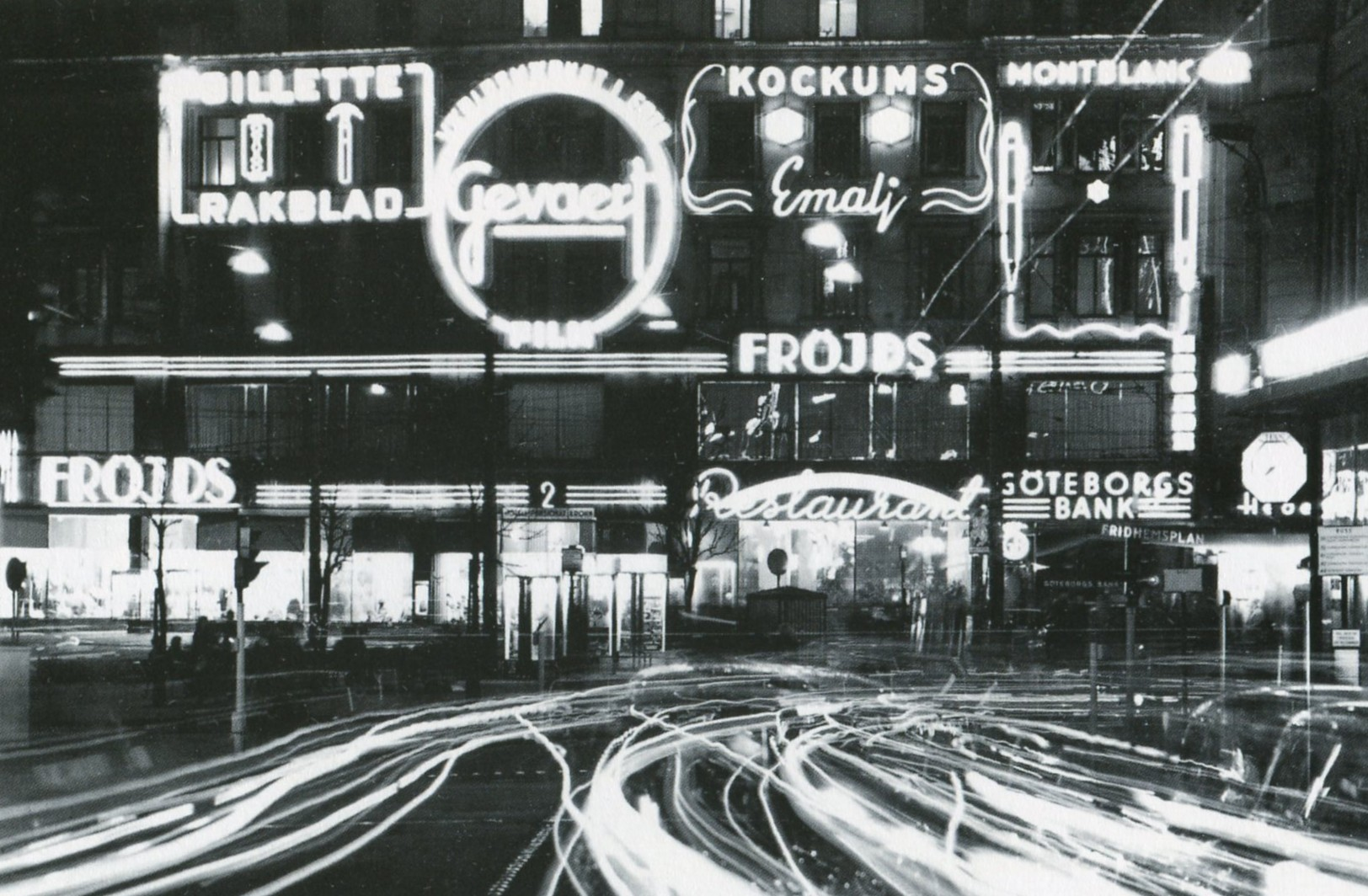
Reklam vid Stureplan på 1950-talet. Gevaert-skylten syns i mitten.

Redan i mitten på 1940-talet fanns en hel del ljusreklam på Bångska palatset och på 1950-talet var hela fasaden formligen tapetserad med neonreklam. En av de större skyltarna gjorde reklam för Världsmärket i Foto - Gevaert - film. Skylten hade konstruerats och tillverkats av Ruben Morne genom dennes företag Morneon. Skylten sträckte sig över två våningars höjd (cirka sju meter) och man fick hyra restaurang Gillets festvåning för att få plats att upprätta konstruktionshandlingarna i skala 1:1 (naturlig storlek). I samband med att Gevaert försvann som självständigt varumärke 1964 (man gick då ihop med Agfa), togs skylten ner. 
På samma plats, lite högre upp på fasaden, tändes i december 1965 en annan Morneon-skylt: Marabou-skylten, som fanns kvar till 1970. Till vänster om Gevaert-skylten satt till en början en neonreklam för “Gillette Rakblad“, som utöver texten visade en rakhyvel och ett rakblad i neon. Gillette-skylten byttes 1952 ut mot Osram-skylten, en av Sveriges första “skrivande” skyltar. Stomatol, Luxor Radio, Kockums emalj och Fröjds Herrkläder var representerade på denna attraktiva reklamplats. Fröjds hade även sin butik här. Idag (2014) finns ingen reklam längre på Bångska palatset, bortsett från några enstaka ljusskyltar i höjd med bottenvåningen.